# 麥克馬倫縣 (德克薩斯州)
麥克馬倫縣（英語：McMullen County）是美國德克薩斯州南部的一個縣。面積2,959平方公里。根據美國2000年人口普查，共有人口851人。縣治蒂爾登（Tilden）。
成立於1858年2月1日，縣政府成立於1877年。縣名紀念一位愛爾蘭裔移民領袖約翰·麥克馬倫（John McMullen）。